# Rocksteady
Il rocksteady (o rock steady) è un genere musicale nato in Giamaica a metà degli anni sessanta del XX secolo, come variante dello ska. Il rocksteady si distingue dallo ska principalmente per il ritmo più lento, per le forti influenze soul ed i fiati meno incisivi. Questo genere è ritenuto il maggiore ispiratore e precursore del reggae. Pur essendo il precursore del reggae, è formalmente considerato come un suo sottogenere, date le sue caratteristiche musicali, generalmente riconoscibili nei canoni di questo stile.

## Storia

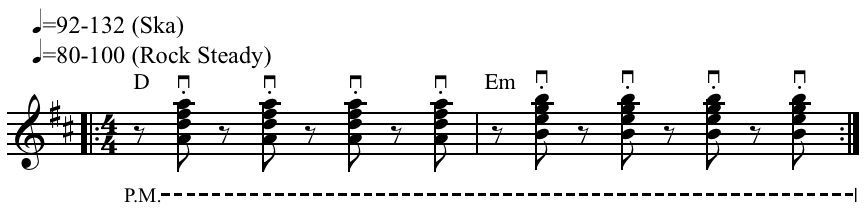
Ska-Rock Steady

Il rocksteady fu uno stile di musica popolare che emerse come costola del movimento ska verso la metà degli anni sessanta del XX secolo. L'epoca rocksteady nacque dallo ska per contrastarlo in diversi sensi: venne rallentato il ritmo; era essenzialmente uno stile vocale; ed era deliberatamente statunitense in opposizione allo ska che aveva lavorato duro per stabilire un'identità giamaicana. Benché quest'ultimo sin dal principio nacque proprio grazie alle influenze di generi in voga negli Stati Uniti quali jazz e R&B, che potevano essere sentiti dal popolo giamaicano tramite le radio americane.
In termini semplici, il rocksteady era uno ska rallentato per metà, con la cassa sulla terza battuta, mentre la composizione degli strumenti era un po' più povera: infatti il trombone, il sassofono ed in genere i fiati vennero lasciati in secondo piano rispetto allo ska, venendo sostituiti dal piano, e attribuendo al basso un ruolo predominante. Nonostante fosse stata attribuita meno importanza ai fiati, gli interventi di sax e trombone erano comunque ancora evidenti. La chitarra era suonata sul secondo e quarto battito sui 4/4, mentre il basso enfatizzava la prima e la terza battuta. Il ruolo della batteria venne assorbito dallo stile d'esecuzione in percussione adottato da chitarra e basso, perciò il ruolo del batterista venne sminuito. Molti gruppi rocksteady accentuavano la parte vocale sopra la base, mentre lo stile di canto tendeva ad presentare chiare similitudini con l'R&B americano.
Uno dei maggiori punti di forza del rocksteady erano i cantanti; dopo che nello ska l'accento era stato posto principalmente sul virtuosismo ed il volume, l'amore dei giamaicani per il canto cominciò ad emergere proprio tramite questo nuovo stile. Spesso nel rocksteady veniva usata anche la kalimba, uno strumento a percussione tipicamente caraibico costituito da parti in metallo.
In altre parole il rocksteady era uno ska mutato soprattutto tramite l'influenza del soul nordamericano. Infatti band come The Heptones, The Melodians, The Uniques, The Techniques, The Paragons e, The Wailers presero riferimento dai gruppi soul americani come The Impressions (che suonavano regolarmente in Giamaica) e i The Drifters, per dare luce ad un sound dall'approccio tutto giamaicano. Questa variante lasciava il ruolo principale alla ritmica, quindi al basso e alla batteria. Altre influenze presenti nel genere, come nello ska, erano il mento, l'R&B americano e il jazz. La sezione ritmica divenne più pesante, le parti vocali fortemente influenzate dal soul contemporaneo, divennero più curate, come migliorarono anche le tecniche di registrazione.
I primi cenni di questo mutamento giunsero poco tempo prima, quando lo ska cominciò ad essere adottato come musica propria dai rude boy. Da questo periodo, lo ska assunse caratteristiche leggermente distinte rispetto alle sue forme primordiali venendo rallentato sempre tramite l'influenza del soul nordamericano, enfatizzando il basso, la chitarra e l'organo, mentre i fiati, sezione predominante nelle prime forme, cominciarono a perdere rilevanza. Questa nuova variante venne chiamata "Rude Boy Sound", e tra i suoi portabandiera, vedeva gruppi come The Wailers, The Claredonians, e in seguito anche colossi come Prince Buster e Derrick Morgan.
Il rocksteady nacque più precisamente attorno alla metà del 1966. Secondo una delle tante ipotesi, fu perché giunse un'estate particolarmente calda, e la gente cominciò a lamentarsi della troppa fatica a ballare questa musica veloce e scatenata. Sia i dj che i frequentatori dei sound system, ma soprattutto i produttori discografici, decisero quindi di rallentarla.
Altre fonti affermano che fu addirittura lo stesso governo dell'isola a far pressione, affinché il ritmo rallentasse, considerando la velocità dello ska una delle cause della violenza che si manifestava frequentemente durante le serate a Kingston. Secondo Alton Ellis, riconosciuto come "Godfather of Rocksteady" (Il padrino del Rocksteady), il tempo rallentò essenzialmente per essere adattato allo stile soul, che risultò una nuova influenza sulla musica giamaicana:
»
(Alton Ellis)
Secondo All Music Guide, il sound innovativo del rocksteady, nato dal brano omonimo di Alton Ellis, ebbe origine da una sessione tenuta dallo stesso artista dove il bassista non si presentò alle prove, così il tastierista Jackie Mittoo fu costretto a suonare lui stesso le parti di basso; la mano sinistra di Mittoo, poco allenata, non riusciva però a stare dietro al ritmo ska, così fu costretto a rallentarlo. Il risultato fu un battito più corto e lento che diede origine al sound rocksteady.
Brani che parlavano di ballo erano molto popolari negli anni cinquanta e sessanta negli Stati Uniti e in Europa, come anche in Giamaica. Negli States c'erano "The Twist", "The Locomotion", e molti altri, ma una delle canzoni più popolari in Giamaica era appunto "The Rock Steady" di Alton Ellis (1966), e fu proprio da questo brano che fu ispirato il nome del genere. Tuttavia, "Hold Them" di Roy Shirley (1966) è indicato generalmente come il primo brano in stile rocksteady. Come per lo ska, anche la musica rocksteady era molto popolare per i balli in strada. Tuttavia, mentre il ballo ska (chiamato skanking) era particolarmente selvaggio, nel rocksteady la danza venne rallentata, addolcita, ed adattata ad una musica più rilassante. Questo ballo venne chiamato appunto rocksteady. Proprio gruppi rocksteady come Justin Hinds e The Dominoes, suonavano frequentemente senza la sezione dei fiati e con un basso più presente ed incisivo, facendo di queste caratteristiche, parte della nuova musica rocksteady.
In questo senso il genere si presentò come l'antesignano del reggae. In genere nel rocksteady i testi erano socialmente e politicamente più maturi rispetto allo ska, e le sonorità si basavano particolarmente sulle armonie, specialmente per gruppi come The Heptones, Gaylads, The Dominoes, Desmond Dekker & The Aces, e The Wailers.
Artisti solisti come John Holt, Slim Smith, Bob Andy, Ken Boothe e Alton Ellis emersero grazie al loro stile melodico. Tra i brani più caratteristici di questo genere figurano inoltre "Judge Dread" (1967) di Prince Buster, "The Tide Is High" (1966) dei The Paragons "007 Shanty Town" di Desmond Dekker.
I produttori di punta dell'epoca rocksteady furono già vecchie conoscenze del periodo ska, ovvero Leslie Kong (Desmond Dekker, Jimmy Cliff, The Melodians), Duke Reid (The Paragons, The Techniques, Phillis Dillon) e Coxsone Dodd (The Heptones, Ken Boothe, Delroy Wilson). Fu anche grazie al contributo di questi che si delineò il sound caratteristico del genere. Questo nuovo stile giamaicano venne visto da molti come la miglior musica mai prodotta sull'isola risultando il picco più alto raggiunto della scena musicale giamaicana. Con un ritmo più blando e temi sociali e di protesta, questo stile fu il trampolino di lancio per il reggae, che diventò il genere più seguito dopo il declino del rocksteady.
Infatti il rocksteady scomparve dalle scene entro la fine del 1967, ma non morì del tutto; anzi, si evolse proprio in quel genere conosciuto poi come reggae. Questo presentava un ritmo dall'andamento più spezzato e convulso rispetto al suo predecessore. Si attribuì l'invenzione del nuovo termine ai Toots & the Maytals, gruppo ska e rocksteady che incise un brano chiamato "Do the Reggay" nel 1968. Prima di ciò, il termine "reggay" era usato per descrivere una danza in voga in Giamaica e non era associato allo stile di musica. Molti gruppi ska o reggae, pubblicarono dei dischi in stile rocksteady durante l'epoca del genere, e molti gruppi successivi influenzati dallo ska e dal reggae inclusero parti di rocksteady nei loro dischi (si possono citare i No Doubt, nell'album intitolato proprio Rock Steady). Anche alcuni artisti dancehall riproposero delle vecchie basi rocksteady cantando sopra il riddim.

## Alcuni album rappresentativi[4]
- Alton Ellis - Be True to Yourself: Anthology 1965-1973
- The Gaylads - Over the Rainbow's End
- The Melodians - Rivers of Babylon

## Alcuni artisti rocksteady[3][4]
- Laurel Aitken
- Alton Ellis
- Ansel Collins
- Bob Andy
- The Bleechers
- The Clarendonians
- Bob Marley
- The Charmers
- Clancy Eccles
- Clement "Coxsone" Dodd
- Crushed Cans
- Dandy Livingstone
- Dave & Ansel Collins
- Derrick Harriott
- Derrick Morgan
- Desmond Dekker
- The Dominoes
- Dynamites
- The Ethiopians
- Errol Dunkley
- The Federals
- The Gaylads
- The Gladiators
- The Heptones
- Hopeton Lewis
- Jackie Mittoo
- Joe Gibbs
- Joe White
- John Holt
- Jimmy Cliff
- Ken Boothe
- The Kingstonians
- Junior Byles
- Justin Hinds
- The Jamaicans
- Mellotones
- The Melodians
- Millie Small
- Owen Gray
- The Paragons
- Phyllis Dillon
- The Pioneers
- Lee "Scratch" Perry
- Lyn Taitt & the Jets
- Pat Kelly
- Prince Buster
- Ratapignata
- Roland Alphonso
- Roy Shirley
- The Silvertones
- The Slickers
- Slim Smith
- The Skatalites
- Stranger Cole
- Symarip
- The Techniques
- The Tennors
- Toots & the Maytals
- Tommy McCook
- The Uniques
- The Upsetters
- The Versatiles
- The Viceroys
- The Wailers
- Winston Groovy

## Filmografia
- Rocksteady: The Roots of Reggae (2009), regia di Stascha Bader[20][21]